# Ricardo María Carles Gordó
Ricard Maria Carles i Gordó, né le 24 septembre 1926, à Valence en Espagne, et mort le 17 décembre 2013 à Tortosa, est un évêque espagnol de l'Église catholique. Archevêque de Barcelone de 1990 à 2004, il est créé cardinal en 1994.

## Biographie

### Prêtre
Après avoir été formé au grand séminaire de son diocèse de Valence (Espagne), Ricard Maria Carles a été ordonné prêtre le 29 juin 1951.
Il a ensuite poursuivi ses études en droit canonique à l'Université pontificale de Salamanque, avant d'exercer divers ministères paroissiaux dans son diocèse.
Il a été appelé à diverses responsabilités au niveau diocésain : responsable de la formation des diacre]s, délégué diocésain pour le clergé ou encore conseiller pour l'apostolat des familles.

### Évêque
Nommé évêque de Tortosa le 6 juin 1969, il est consacré le 3 août suivant par le cardinal Luigi Dadaglio. Le 23 mars 1990, il est nommé archevêque de Barcelone, charge qu'il assume jusqu'au 15 juin 2004, date à laquelle il se retire pour raison d'âge, remplacé par le cardinal Lluís Martínez Sistach.

### Cardinal
Il est créé cardinal par le pape Jean-Paul II lors du consistoire du 26 novembre 1994 avec le titre de cardinal-prêtre de S. Maria Consolatrice al Tiburtino.

## Succession apostolique
Ricardo María Carles Gordó a ordonné les évêques suivants :
- Évêque Joan Carrera Planas (es) (1991)
- Évêque Carlos Soler Perdigó (es) (1991)
- Évêque Pere Tena i Garriga (ca) (1993)
- Évêque Jaume Traserra Cunillera (es) (1993)
- Archevêque Joan Enric Vives i Sicília (1993)
- Évêque Juan Piris (es) (2001)
- Archevêque José Ángel Saiz Meneses (es) (2001)
- Évêque Román Casanova (es) (2003)